# Energieopslagtechniek

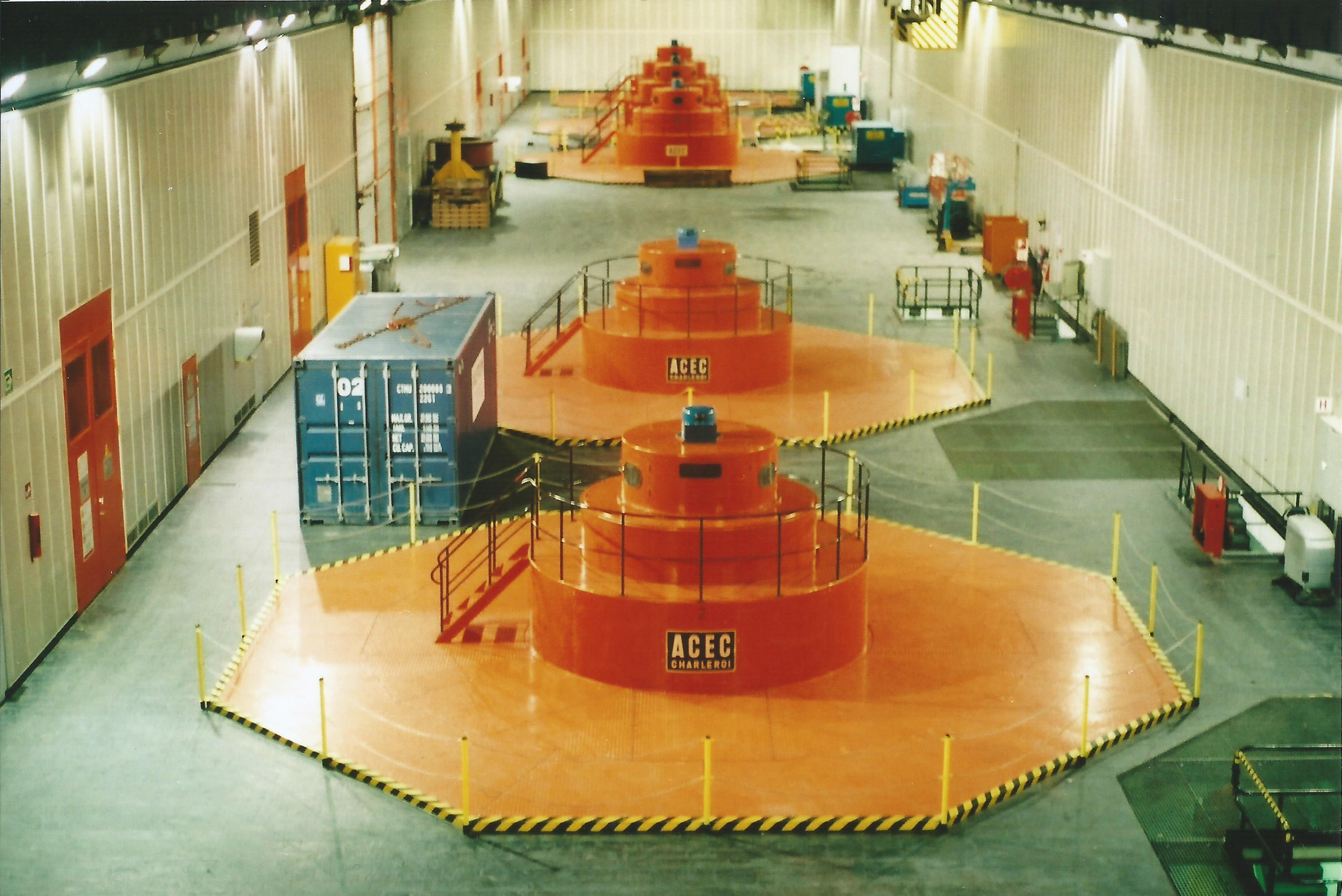
De machinezaal van de pompcentrale van Coo-Trois-Ponts

Energieopslagtechnieken worden gebruikt om vraag en aanbod van elektriciteit in een elektriciteitsnetwerk te balanceren. Voor de grootschalige belastingsverdeling van een onderling verbonden elektrisch netwerk sturen elektrische energieproducenten de overtollige dalurenelektriciteit via het transmissienet naar buffercentrales voor tijdelijke opslag van de energie. De energieopslaglocaties worden dan energieproducenten wanneer de vraag naar elektriciteit groter is. Dit vermindert de kosten van de piekvraag van elektriciteit door het beschikbaar maken van de energie voor gebruik tijdens de piekvraag zonder extra investeringen in overtollige productiecapaciteit dat het merendeel van de dag niet gebruikt zou worden.
Naargelang van de vorm van de opgeslagen energie onderscheidt men:
- mechanische opslag: opgepompt water, samengeperste lucht, vliegwielen;
- warmte-opslag;
- scheikundige opslag: waterstof, brandstofcellen, biobrandstoffen;
- elektrochemische opslag: batterijen, doorstroombare redoxbatterijen, supercondensatoren, elektromagnetische opslag (SMES of superconducting magnetic energy storage),
- Zoutwaterbatterijen (condensator Zoutwaterbatterij op basis van een condensator of (reversed) elektrodialyse [2] ).

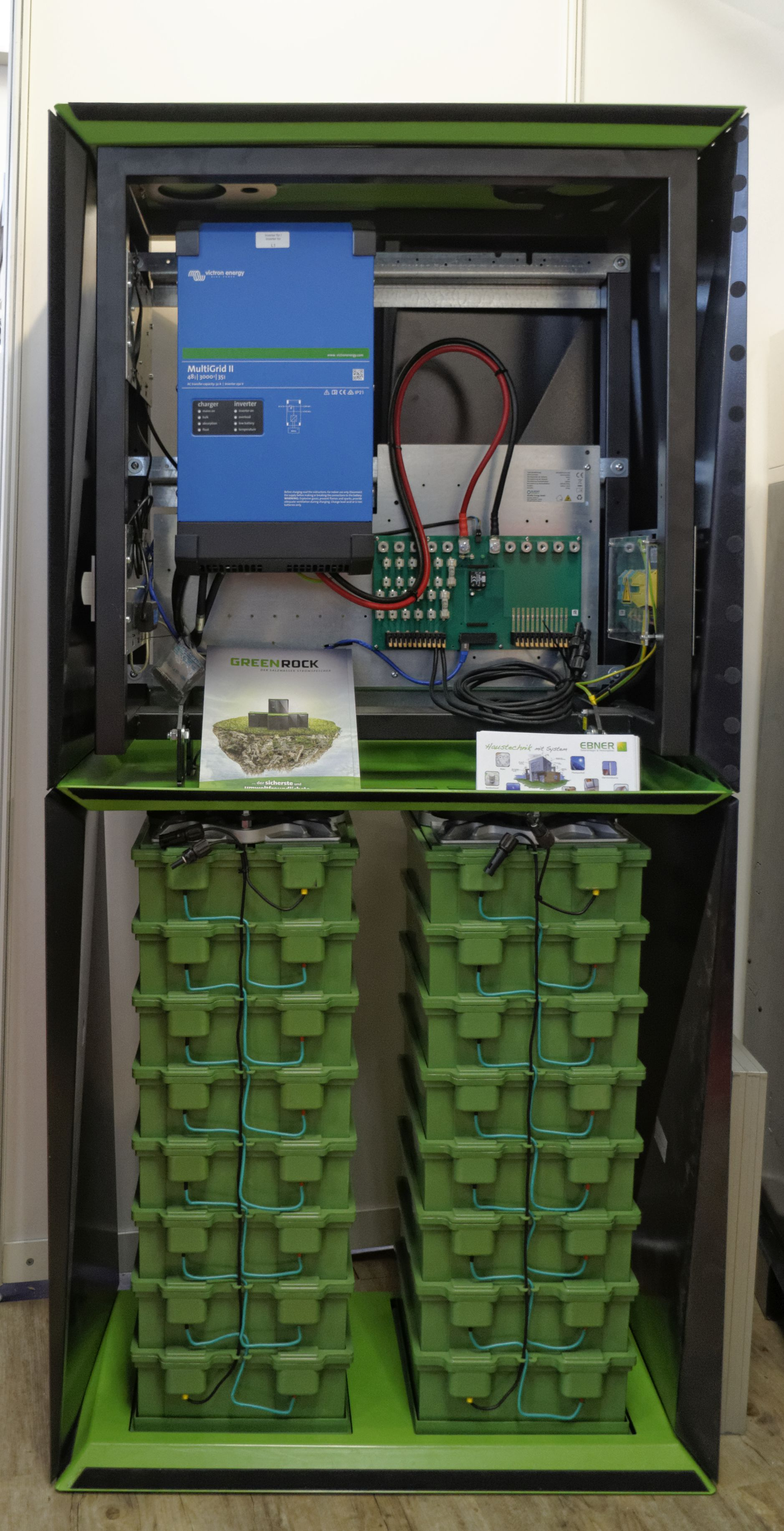
Zoutwaterbatterij op basis van een condensator

Als opgepompt water buiten beschouwing wordt gelaten, is de opslagcapaciteit die verbonden is met het elektriciteitsnet, als volgt verdeeld:
- warmte 45,63%
- elektrochemisch 32,73%
- mechanisch (zonder opgepompt water) 21,35%
- chemisch (waterstof) 0,29%

## Pompcentrale

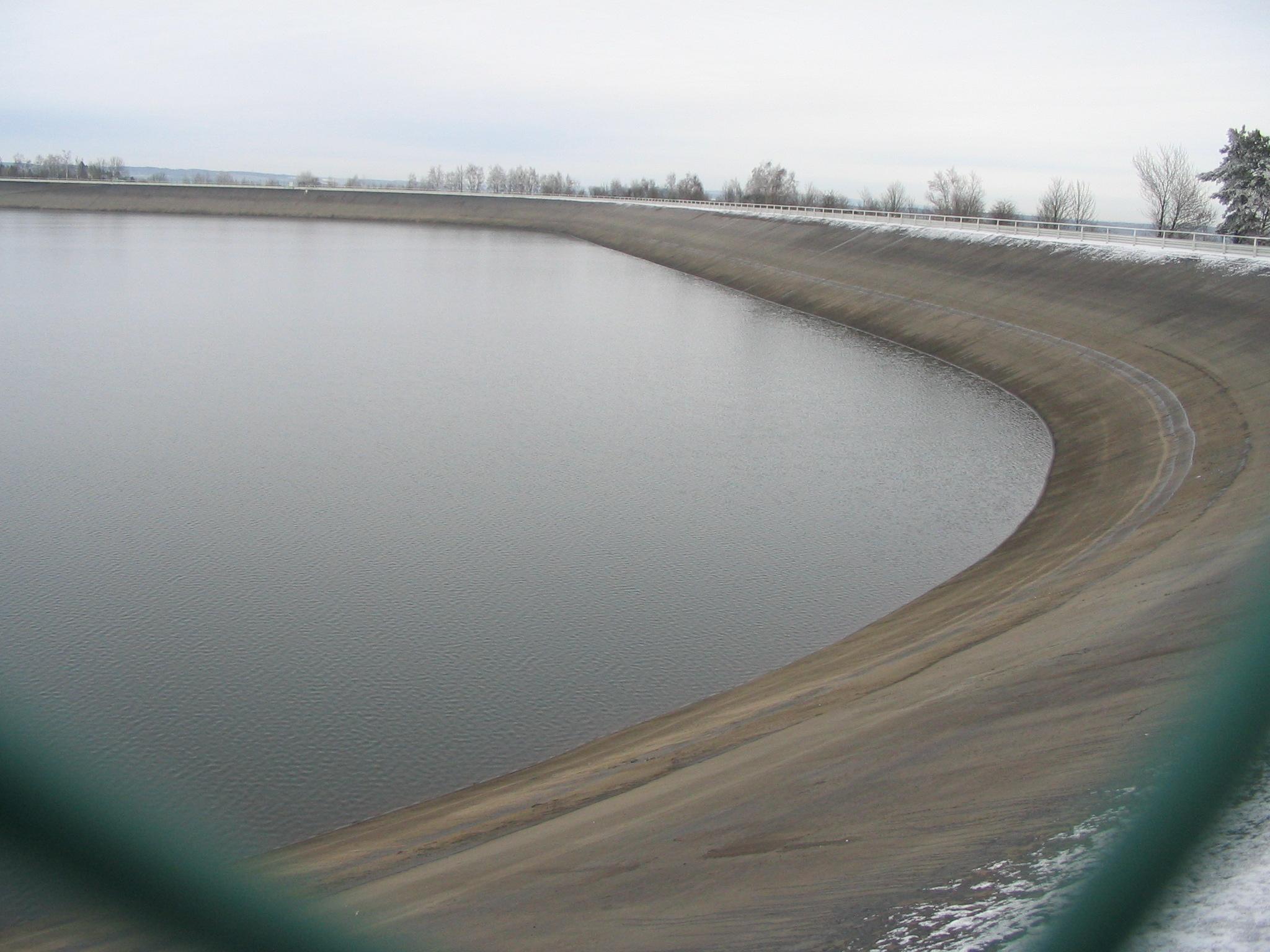
Spaarbekken 1 van de waterkrachtcentrale van Coo-Trois-Ponts

Wereldwijd gebeurt 99% van de energieopslag in pompcentrales (PHES, Pumped Hydro Energy Storage of SPHS, Seasonal Pumped Hydropower Storage). Dit zijn waterkrachtcentrales die bij elektriciteitsoverschot water van een lager naar een hoger gelegen spaarbekken pompen. Bij tekort aan elektriciteit stroomt het water terug en drijft het Francisturbines met generatoren aan. Wetenschappers van IIASA schatten dat met zo'n systeem wereldwijd 17.300 terawattuur kan opgeslagen worden op een betaalbare manier.
Een voorbeeld is de waterkrachtcentrale van Coo-Trois-Ponts die 1100 MW kan leveren gedurende 5 uur, dan is het bekken leeg. In Vianden, Luxemburg staat een installatie van 1300 MW. De grootste pompcentrale ter wereld ligt te Bath County in de Verenigde Staten en kan 3000 MW piekvermogen leveren voor een investering van 1,6 miljard dollar. In Fengning in de Chinese provincie Hebei is een pompcentrale van 3600 MW piekvermogen in aanbouw tegen 2019.
Er bestaan ideeën om hetzelfde principe toe te passen maar dan met een spaarbekken 1400 m diep ondergronds, waarbij het water 's nachts naar een spaarbekken bovengronds wordt gepompt. Wanneer er piekbelasting is, wordt het water weer in het ondergrondse bekken gestort, waar het een turbine aandrijft diep in de schacht. Er bestonden plannen om 2,1 miljard euro te investeren in een dergelijk systeem met de naam OPAC Ondergrondse Pomp Accumulatie Centrale in Nederlands Limburg op de Graetheide in de gemeente Sittard-Geleen, maar de plannen zijn opgeborgen omdat de ondergrond ongeschikt bleek en vanwege protest van de bevolking.
Er bestaan ook ideeën voor offshore pompcentrales voor de kust van Nederland en in België om de energie van de offshore windparken op te slaan. Het eerste idee was het Plan Lievense in het Markermeer, het plan ging niet door omdat Amsterdam onder zou lopen bij een dijkbreuk. Ze bestaan uit een ringdijk die een kunstmatig eiland of energiedonut vormt in de vorm van een atol met in het midden een valmeer 40 m lager dan de zeespiegel. Het Nederlands project heet IOPAC Inverse Offshore Pump Accumulation. In België zijn twee locaties voorzien: op de Wenduinebank en bij Zeebrugge.

## Gecomprimeerde lucht

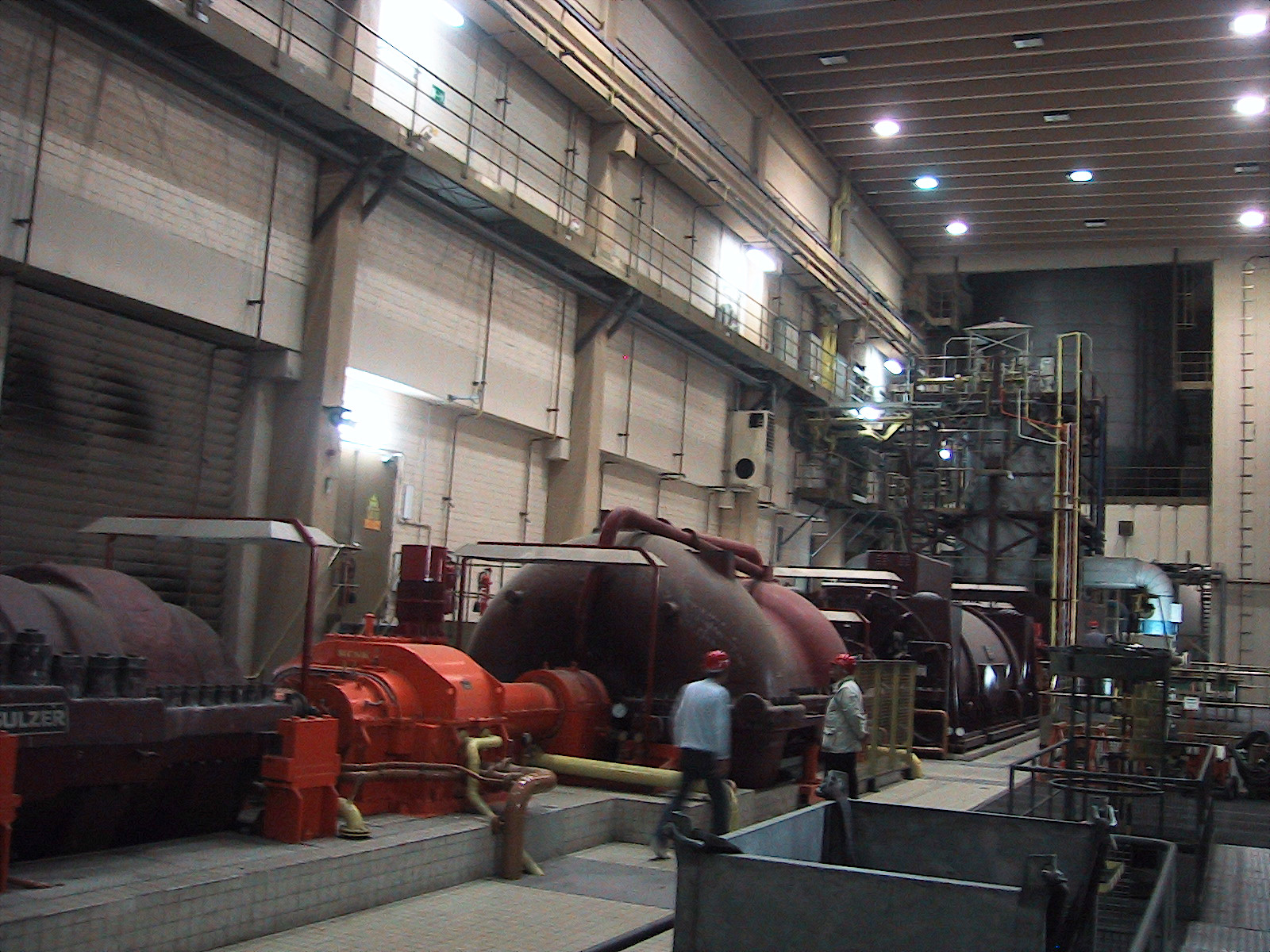
De CAES van Huntorf werkt sinds 1978.

Een andere energieopslagtechniek CAES is het gebruik van dalurenelektriciteit om lucht te comprimeren, die wordt meestal opgeslagen in een oude mijn of een andere soortgelijke geologische structuur. Wanneer de vraag naar elektriciteit hoog is, gaat de gecomprimeerde lucht samen met aardgas naar een gasturbine om elektriciteit op te wekken. Een dergelijke centrale werkt sinds 1978 te Huntorf om de kerncentrale Unterweser te bufferen. De installatie kan gedurende vier uur 321 MW piekvermogen leveren. Ze is eigendom van E.ON en werkt onbemand. De perslucht wordt op een druk van 72 bar 700 m diep opgeslagen in twee ondergrondse holtes van samen 310.000 m³, tot 60 m diameter en 150 m hoogte met water uitgespoeld in een zoutmijn.
Een tweede installatie met aardgas van 110 MW werkt sinds 1991 te McIntosh (Alabama).
Een nieuw project gebruikt geen aardgas en stuurt de perslucht meteen naar een expansieturbine. De pilootinstallatie ADELE (Adiabater Druckluftspeicher für die Elektrizitätsversorgung) van RWE te Staßfurt zal een piekvermogen van 90 MW en een opslagcapaciteit van 360 MWh hebben. De bouw is in 2013 begonnen en zal in 2020 klaar zijn. De investering ligt tussen 100 en 200 miljoen euro.
Er wordt in Orkney, Scapa Flow onderzoek verricht, om 500 m onder water perslucht in een ballon op te slaan, zogenaamd UW-CAES.

## Cryogene opslag
De cryogene energieopslag CES (cryogenic energy storage) of ook LAES (liquid air energy storage) werkt door omgevingslucht af te koelen tot −196 °C zodat ze vloeibaar wordt. Vloeibaar is de lucht in minder volume op te slaan dan als perslucht. De lucht wordt gelost en wordt opnieuw gasvormig, waarbij ze in een expansieturbine uitzet en elektriciteit opwekt. Voor een hoger rendement kan hierbij de bij comprimeren opgeslagen warmte of restwarmte worden gebruikt. Een pilootinstallatie van 300 kW piekvermogen en 2,5 MWh opslagcapaciteit werkt al enkele jaren te Slough in Engeland. Een grotere installatie 5 MW, 15 MWh is besteld te Manchester tegen 2015 en een nog grotere 50 MW, 200 MWh is in planning.
Sinds 2022 runt de Italiaanse firma Energy Dome een LEAS-pilot van 4 MWh met pure CO2 in plaats van lucht. CO2 is eenvoudiger te liquificeren dan lucht. Nadeel is wel dat de CO2 bij het genereren moet worden opgevangen. Daartoe wordt een enorme luchtzak gebruikt (een 'dome') waaraan Energy Dome ook haar bedrijfsnaam heeft ontleend.

## Accu's

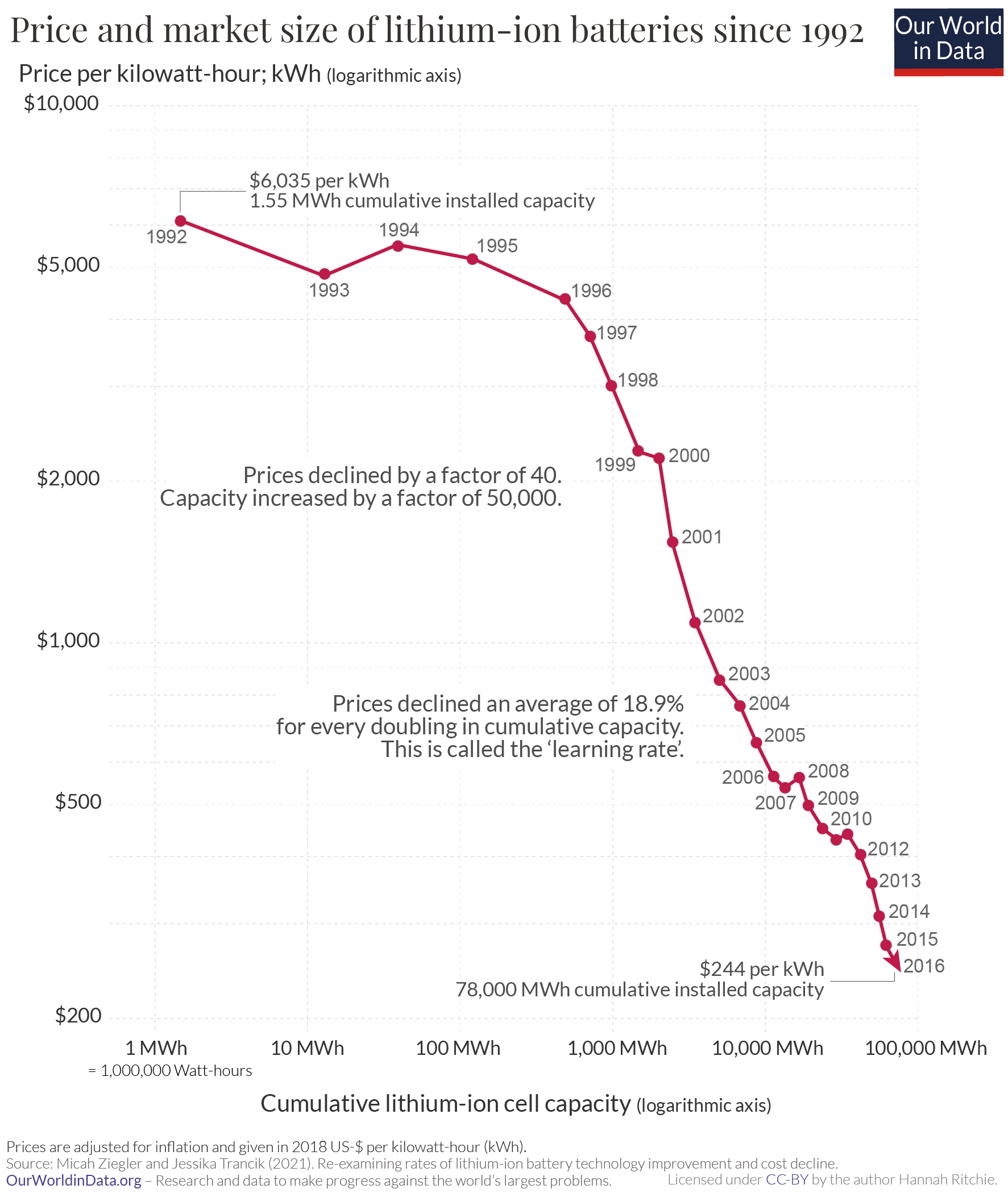
Leercurve van lithium-ion batterijen: de prijs van batterijen daalde met 97% in drie decennia.

Accu-opslag kan al naargelang de grootte en locatie worden opgedeeld in een thuisbatterij (bv. Tesla Powerwall), buurtbatterij of een accupark. Soms is er een combinatie met andere energieopslagtechnieken: bv. accu's die zorgen voor de benodigde capaciteit en het vliegwiel het gevraagde piekvermogen.

### Buurtbuffers
Door KEMA is een grootschalig Europees onderzoek (Growders) uitgevoerd naar de opslag van elektriciteit op lokaal niveau in buurtbuffers. Door de energietransitie (de overgang naar duurzame energiebronnen) en het toepassen van steeds meer lokale opwekking van elektriciteit is er grote behoefte aan stabilisatie van vraag en aanbod op lokaal niveau. Dit voorkomt investeringen in de verzwaring van lokale netten om deze fluctuaties op te vangen. Experimenten zijn gedaan met buurtbuffers bestaande uit een combinatie van accu's en vliegwielen. Een woonwijk van gemiddelde omvang heeft voldoende aan een opslagcapaciteit van 50 kWh en een piekvermogen van 150 kW. In Amerika vragen commerciële bedrijven al geld voor het stabiliseren van elektriciteitsnetten met buurtbuffers. In België is er het voorbeeld van een wijkbatterij in Oud-Heverlee die 90 kWh kan opslaan.

### Accupark
Accu-opslag werd gebruikt in de eerste gelijkstroomnetten en is weer aan een opmars bezig. Als je een hoge capaciteit wil opslaan, lopen de kosten snel op, maar als FCR (Frequency Containment Reserve) is het nu al interessant. Het stabiliseren van de netfrequentie kunnen accu's namelijk beter (in milliseconden) dan conventionele centrales. Batterijsystemen verbonden met grote solid-state-wisselrichters worden gebruikt ter regulering van distributienetwerken.
Er zijn verschillende soorten accu's die kunnen worden gebruikt. Oplaadbare vloeistofaccu’s kunnen worden gebruikt als snelle-responsopslagmedia. Vanadium-Redox-accu’s en andere vloeistofaccu’s worden ook steeds meer gebruikt voor energieopslag en om de fluctuaties van wind- en zonne-energie op te vangen. Dit soort accu’s is relatief hoogefficiënt, 90% of meer, en heeft een lange levensduur. Ook natrium-zwavelaccu's worden daartoe gebruikt. Andere mogelijkheden zijn lithium-ion-accu's.
In België is er een sterke groei van batterijparken. Enkele voorbeelden binnen de Benelux:
- De Johan Cruijff Arena in Amsterdam nam in juni 2018 een superbatterij (3 MW) in gebruik en bestaat uit 148 tweedehands accu's afkomstig uit elektrische auto's. De bedoeling is o.a. om de energie van de 4.200 zonnepanelen op het ArenA-dak op te slaan, om bij stroomstoringen voetbalwedstrijden en popconcerten te laten doorgaan en om te helpen met het ontlasten van het energienet door pieken die tijdens bijvoorbeeld concerten ontstaan, af te vlakken. Zo hoeven de organisatoren van popconcerten geen dieselgeneratoren meer te gebruiken. Bezoekers van de Johan Cruijff Arena met een elektrische auto kunnen binnenkort zelf meedoen aan het project. Tegen een nog te bepalen wederdienst kunnen ze overtollige stroom uit hun auto tijdens een wedstrijd of concert afstaan aan de batterij van de Arena.[22][23]
- Op mei 2018 werd 18 MW aan accuvermogen ingehuldigd op de Terhills-site in België, goed voor 18 MW aan vermogen en gepaard met een investering van 11 miljoen euro. De 140 batterijen (geleverd door Tesla) dienen als primaire reserve van Elia. In een tweede fase zal een deel van de batterijcapaciteit dienen om het Terhills vakantieresort van duurzame energie te voorzien.[24]
- Op de plaats van de voormalige thermische kolencentrale van Ruien (België) zou er in 2020 een accupark van 25 MW aan vermogen komen. De kostprijs werd geschat op 11 miljoen euro.[25] Uiteindelijk werd dit accupark in 2023 officieel geopend en was het op dat moment het grootste batterijpark in de Benelux.[26]
- In Vlissingen (Nederland) wordt in 2023 gewerkt aan een accupark van 63 MWh aan energieopslag, genoeg om grofweg honderdduizend huishoudens twee uur lang van stroom te voorzien.[27]

Ook in andere delen van de wereld zijn er voorbeelden van deze energieopslagtechniek:
- De Hornsdale Power Reserve (ook bekend als de ‘Tesla Big Battery') in Australië is in maart 2020 uitgebreid van 128 tot 193 MWh (en het vermogen van 100 MW tot 150 MW).
- In Noord-Duitsland is de op dat moment grootste batterij van Europa in werking gezet: 10.000 lithium-ion batterijen met een totaal vermogen van 48 MW. Deze kostprijs wordt geschat op 30 miljoen euro en na een uur op vol vermogen zijn de batterijen al leeg.[28]
- In Puerto Rico is een systeem in gebruik met een capaciteit van 20 megawatt gedurende 15 minuten ter regulering van de frequentie van de elektrische energie die geproduceerd wordt op het eiland.
- Een grote accu is in 2003 opgesteld in Fairbanks in Alaska om het voltage aan het einde van een lange transportleiding te stabiliseren. Hij bestaat uit nikkel-cadmium-accus (27 MW, 15 min). Accu's zijn meestal relatief duur, hebben hoge onderhoudskosten en een beperkte levensduur.
- In het noorden van Japan staat er 34 MW aan natrium-zwavelaccu's voor Japan Wind Development.[29]
- In Zhangbei (in de Chinese provincie Hebei) staan LFP-accu's met een vermogen van 140 megawatt waarmee 36 MWh aan energie kan worden opgeslagen. De investering is rond 500 miljoen euro.[30]
- In november 2022 werd het opslagsysteem van Pillswood (198 MWh) ingehuldigd nabij Cottingham, voor het nabijgelegen windpark. Het was op dat moment het grootste van Europa. Het gebruikt lithium-ion-batterijen van Tesla Megapack, met een vermogen van 98 MW voor 2 uren.[31][32]

## Vliegwielen

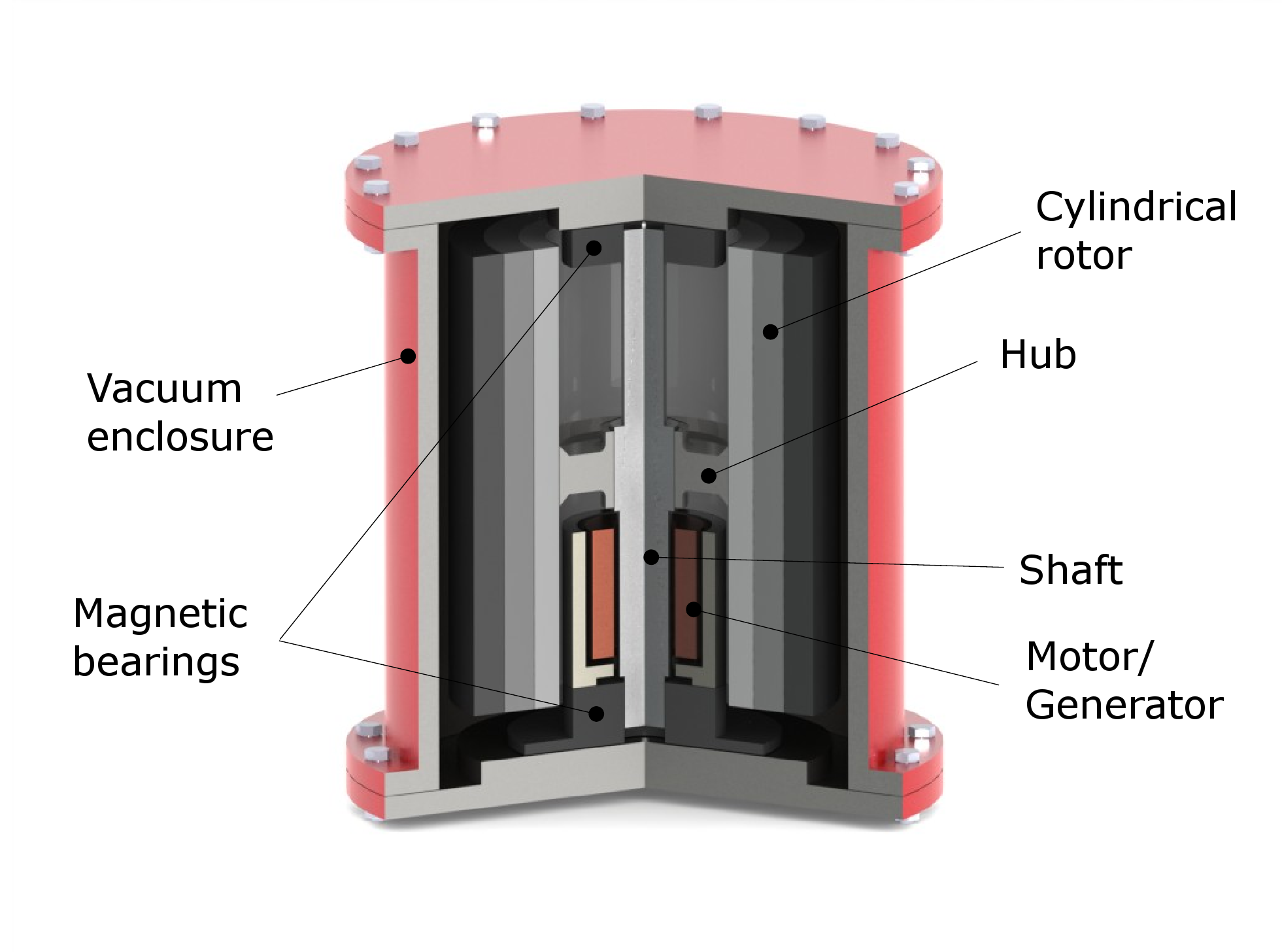
Opbouw van een vliegwiel

Mechanische traagheid is de basis van de opslagmethode FES. Een roterend vliegwiel wordt versneld door een elektromotor. Elektriciteit wordt opgeslagen als kinetische energie van het vliegwiel. Wanneer energie nodig is, werkt de elektromotor als een generator die elektriciteit genereert, maar daardoor het vliegwiel afremt. Wrijving moet tot een minimum beperkt blijven ter verlenging van de opslagduur door het vliegwiel in vacuüm te plaatsen en magnetische lagers te gebruiken. De opslagcapaciteit wordt beperkt door de materiaalsterkte, dikwijls wordt koolstofvezel toegepast. Bij een klein scheurtje vliegt het vliegwiel aan scherven door de middelpuntvliedende kracht. Onderhoud van de lagers stelt een probleem. De techniek is beperkt tot enkele megawatt. Te Stephentown, New York werkt een installatie van 20 MW.

## Magnetische opslag
Magnetische opslag of SMES (Superconducting Magnetic Energy Storage) gebruikt het magneetveld van een elektrische stroom in een gekoelde supergeleidende spoel om elektrische energie op te slaan. De technologie is beperkt tot 2 megajoule. Installaties werken met magneten in vloeibare stikstof, vloeibare waterstof of vloeibaar helium met toenemende complexiteit en efficiëntie. Kleine magneten zijn solenoïden, grotere zijn torisch. In Japan is een pilootinstallatie gebouwd met een torische spoel die 100 kWh energie kan opslaan en 20 MW piekvermogen leveren.

## Chemische opslag (elektrolyse)

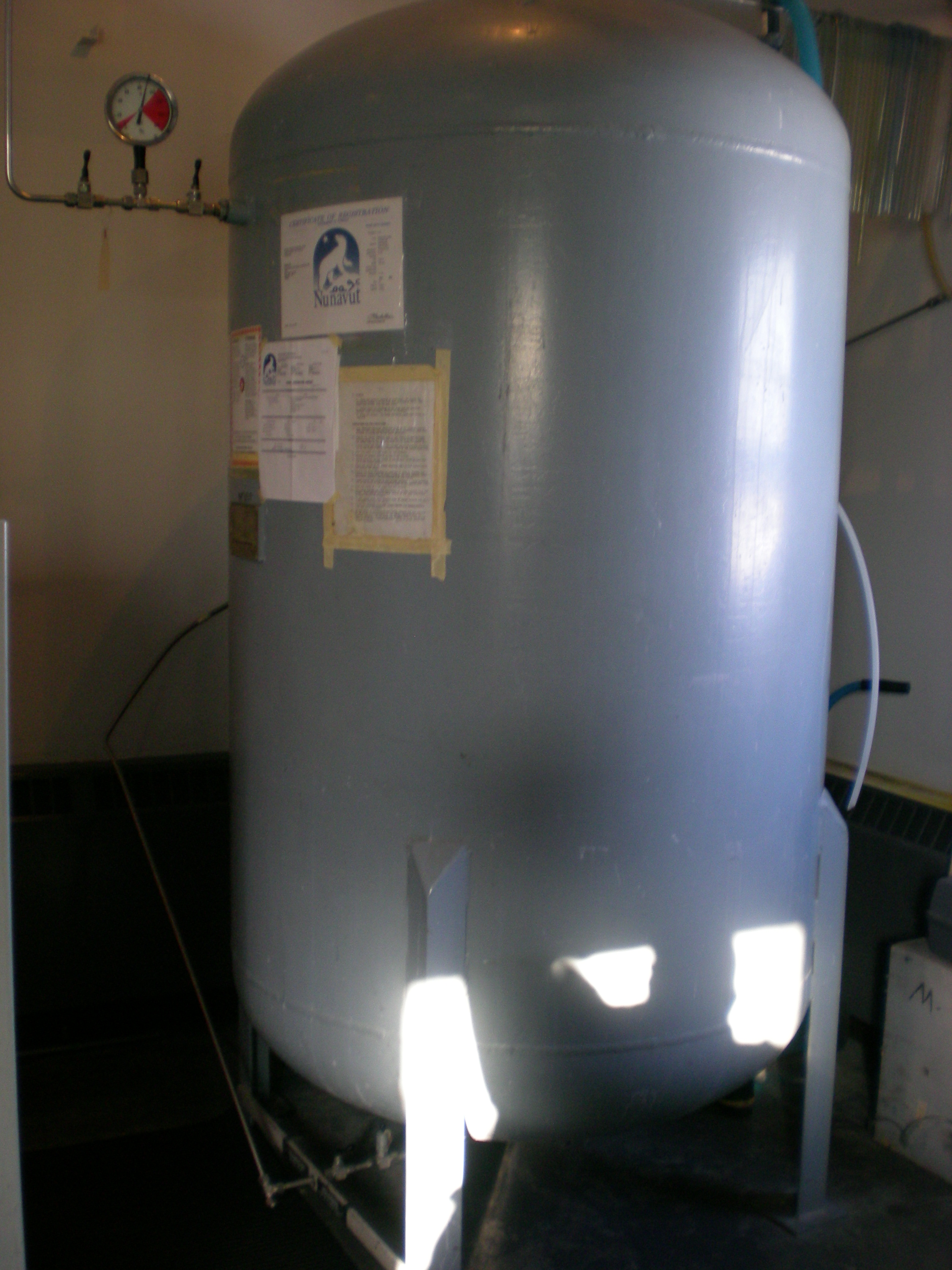
Waterstoftank

Overschot aan elektriciteit kan door middel van elektrolyse omgezet worden tot waterstofgas (power to gas. Het rendement van electrolysers varieert van 60 tot 70 %. Waterstofgas kan (een deel van) grijze waterstof als grondstof voor de chemische industrie vervangen, worden gebruikt als brandstof voor waterstofauto's, worden geïnjecteerd in het aardgasnet, worden omgezet tot mierenzuur of na opslag weer omgezet worden tot elektriciteit. Al deze toepassingen kennen omzettingsverliezen.
Ondergrondse waterstofopslag is de praktijk van de opslag van waterstofgas in ondergrondse grotten, zoutkoepels en uitgeputte olie- en gasvelden. Sinds vele jaren worden zonder problemen grote hoeveelheden gasvormige waterstof opgeslagen in ondergrondse grotten door ICI. De opslag van grote hoeveelheden waterstof in ondergrondse mijnen, zoutkoepels, aquifers of uitgegraven rotsgrotten kan functioneren als energieopslag die noodzakelijk is voor de waterstofeconomie. Het Europese project HyUnder concludeerde in 2013 dat voor de opslag van wind- en zonne-energie 85 extra opslagplaatsen benodigd zijn omdat de huidige opslagsystemen PHES en CAES niet voldoende zijn.
In Duitsland test men de technologie Power-to-gas of P2G om van elektriciteit gas te maken. Er zijn twee methodes die verschillen per project, de eerste methode is een concept dat het overschot aan elektriciteit door elektrolyse van water in waterstof omzet en met een verhouding 20% waterstof / 80% aardgas in het aardgasnet injecteert, E.ON bedrijft volgens deze methode te Falkenhagen een installatie van 2 megawatt en ook een te Hamburg-Reitbrook.
Het mengen van gassen is een bekende techniek die ook toegepast wordt in HCNG. Het Duitse aardgasnetwerk bestond vroeger uit stadsgas dat voor 60-65 % uit waterstof bestond. Het is ook mogelijk om tot 3% waterstof direct in het gasnet te injecteren. De ÖVWG richtlijn beperkt de injectie tot 4% en tot 2% als er een gaspomp nabij is. Meer mag niet vanwege de specificaties van de aangekoppelde gasturbines en CNG tanks aan het leidingennet. Er is in de USA uitgebreid onderzoek gedaan naar de toevoeging van waterstof en er is geen extra explosiegevaar en corrosie van het aardgasnet of de drukstations. Er gaan stemmen op om de beperking te versoepelen tot 10%, 15% of zelfs 20% waterstof.
In de tweede minder efficiënte methode wordt het overschot aan elektriciteit door elektrolyse van water in waterstof omzet en in een tweede stap, met koolstofdioxide converteert in synthetisch methaan. De opslag van dit methaan kan gebeuren in de bestaande infrastructuur voor aardgas. Audi bedrijft volgens deze methode te Wertle een installatie van 6 megawatt om met elektriciteit van windenergie methaan te maken voor auto's op gas. In Nederland overweegt de Gasunie een project in de Eemshaven om methaan te maken met windenergie en in het gasnet te injecteren.

## Thermische energieopslag

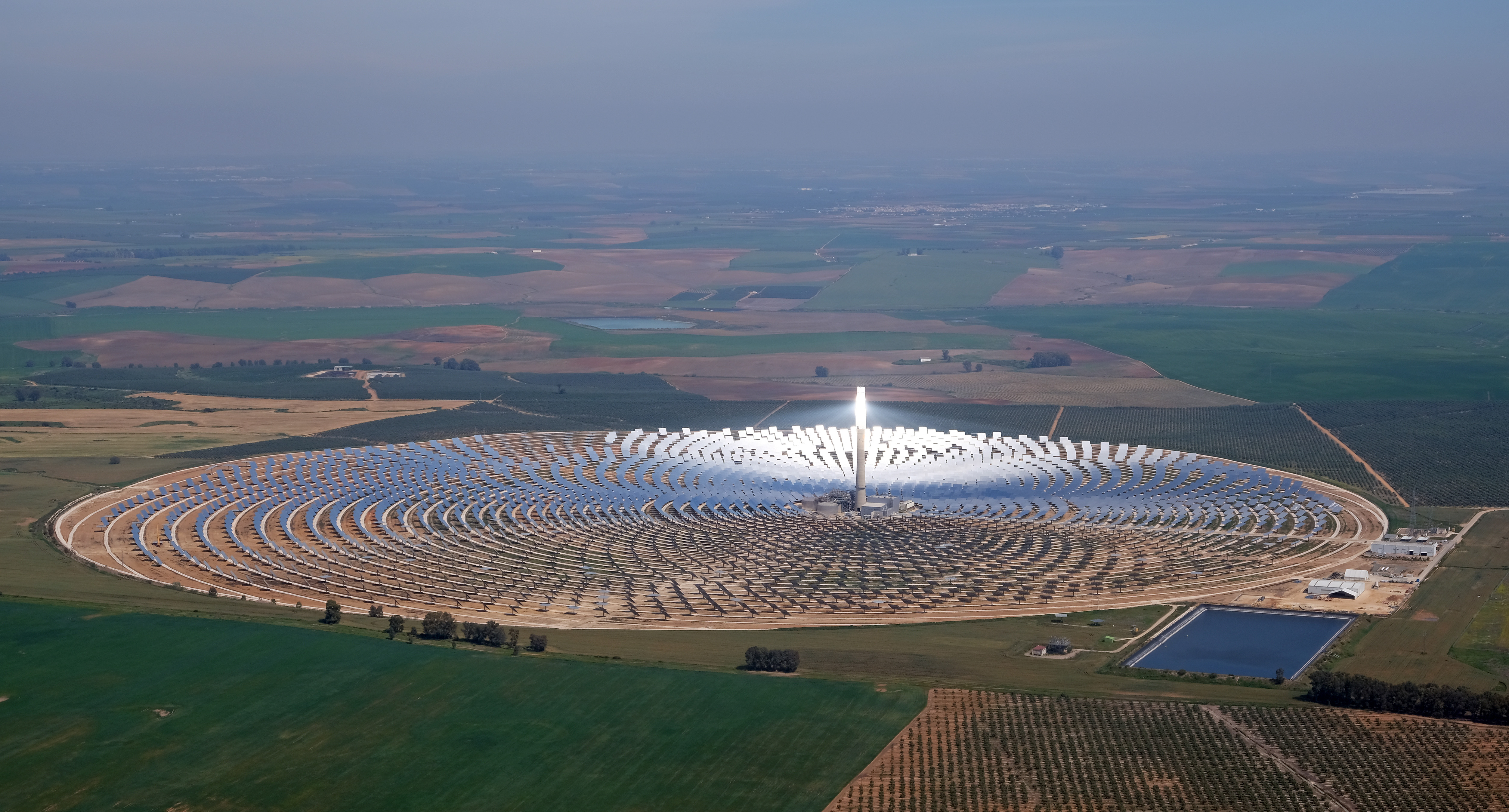
De zonnetoren van Gemasolar slaat warmte op in gesmolten zout

Er zijn ontwerpvoorstellen voor het gebruik van gesmolten zout als warmteopslag voor het opslaan van warmte verzameld door een zonnetoren zodat het kan worden gebruikt om bij slecht weer of 's nachts elektriciteit op te wekken. Voorbeeld hiervan is de centrale van Gemasolar in Fuentes de Andalucia bij Sevilla in Zuid Spanje met een productie van ca. 110 GWh per jaar, en een productiereserve van 15 uur. Het is ook mogelijk om elektriciteit om te zetten naar warmte, power to heat of P2H, hetzij om ermee te verwarmen, hetzij om uit gesmolten zout met een stirlingmotor later weer elektriciteit op te wekken.

## WiseGRID
WiseGRID is een H2020 Europees project dat technologieën test die zorgen voor een slimmer, stabieler, veiliger en meer consumentgericht Europees elektriciteitsnet. De bedoeling is meer gebruik te maken van opslagtechnologieën en een groter aandeel hernieuwbare energie. Energiecoöperatie Energent heeft een project Buurzame Stroom dat als testgebied werd gekozen voor het WiseGRID-project.